# Amago Kunihisa
Amago Kunihisa est un nom japonais traditionnel ; le nom de famille (ou le nom d'école), Amago, précède donc le prénom (ou le nom d'artiste).
Amago Kunihisa (尼子 国久, 1492-25 novembre 1554)

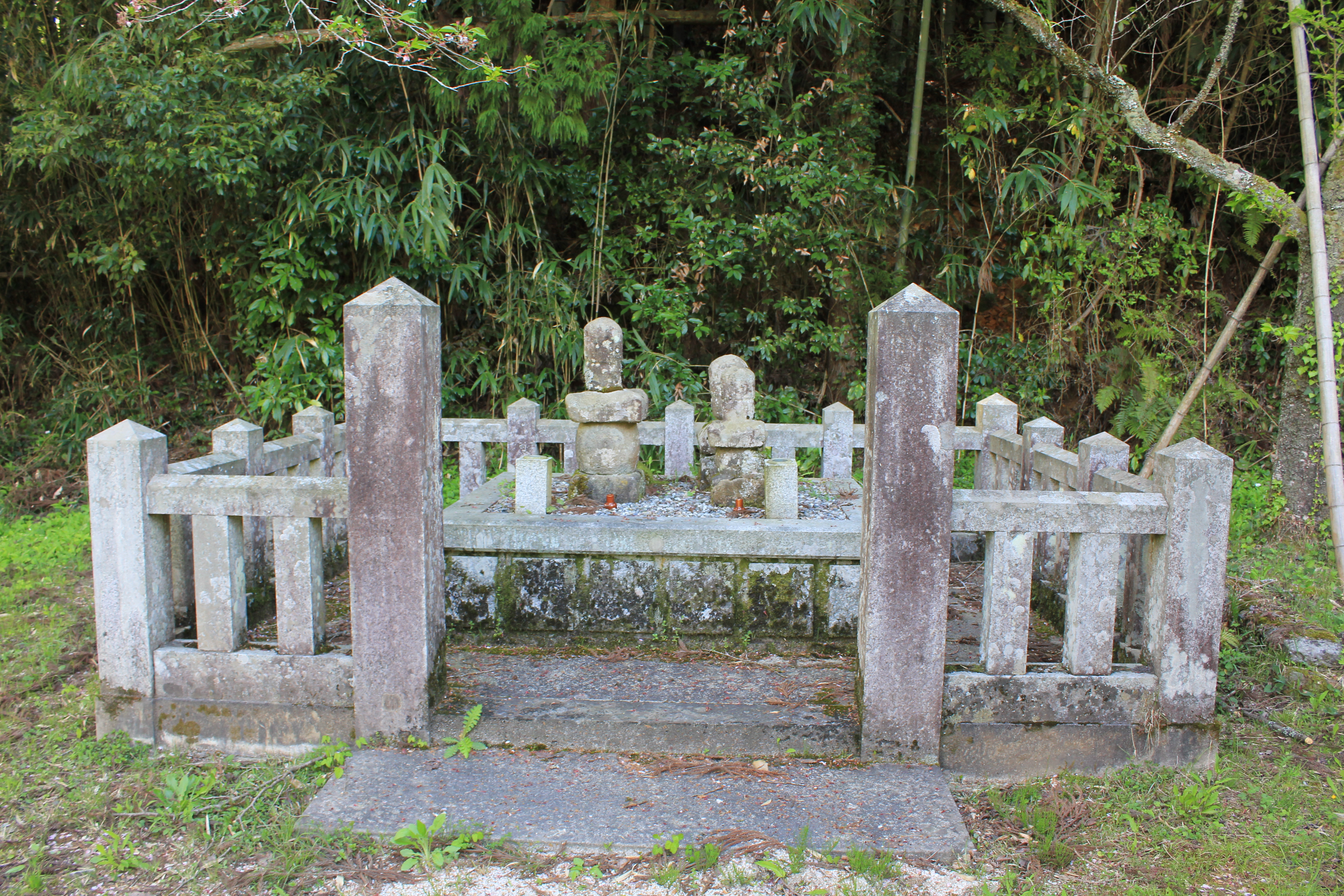

est un daimyo de l'époque Sengoku de l'histoire du Japon et fils d'Amago Tsunehisa.
La faction de Kunihisa est appelée « Shingūtō » (新宮党) d'après la ville de Shingu où elle est installée. Son père, Tsunehisa, dit de lui : « Sur les questions militaires, il est comme un kami et un oni. » Mais il regarde souvent de haut ceux qui ne se sont pas bien battus sur le champ de bataille et est parfois insupportable. En 1554, il est tué par Amago Haruhisa supposément après que Mōri Motonari a fait croire à Haruhisa que Kunihisa avait l'intention de prendre le contrôle du clan Amago  mais l'une des raisons peut être que Kunihisa s'est montré trop arrogant envers le jeune Haruhisa.
La mort de Kunihisa et la purge de sa faction endommage de manière significative le clan Amago et retourne la balance en faveur du clan Mōri.
Amago Katsuhisa est son petit-fils.

## Source de la traduction
- (en) Cet article est partiellement ou en totalité issu de l’article de Wikipédia en anglais intitulé « Amago Kunihisa » (voir la liste des auteurs).